# أضواء في الغسق (فلم)
أضواء في الغسق (بالفنلندية: Laitakaupungin valot) هو فيلم سينمائي فنلندي كوميدي-درامي من كِتابة وإنتاج وإخراج أكي كاوريسمكي. الفيلم كذلك من بطولة كل من جان هياتيان وإلكا خافييرنهلمي. تم عرض الفيلم عام 2006 خلال مهرجان كان السينمائي. هو الجزء الثالث والأخير من ثلاثية كاوريسمكي بعد فيلم غيوم الانجراف عام 1996 ورجل دون ماضي عام 2002.
تدور قصة الفيلم حول حارس أمن يُحاول إيقاف عملية سطو تقوم بها سيدة يستغل سذاجتها من أجل الإيقاع بها ومنعها مما كانت تسمو له. المٌلاحظ في الفيلم -حسب رأي النقاد طبعًا- أنه قد تم الاعتماد على الموسيقى الكلاسيكية بشكل كبير حيث استُخدمت كخلفية في مختلف مَراحل الفيلم بما في ذلك مقتطفات من أعمال الفنان السويدي الشهير جوسي بجورلينج.

## قصة الفيلم
كواستيان هو حارس ليلي مُكلف بحراسة مركز للتسوق. يحاول الاختلاط من أجل أن يُصبح اجتماعيًا لكنّ الكل يُعامله ببرود خاصة مدير أعماله كما سبق له وأن تعرض لللاستهزاء من قبل زملائه. في ليلة حالكة؛ وبينما هو جالس يستمتع بقنينة خمره. يستوقفه بعض المجرمين برئاسة ليندهولم فيُحاولون احتلال المُلك الذي يحرسه.
بينما هو في العمل؛ يسمع صوت نباح كلبه الذي تركه خارج الحانة. لا يُعير ذلك اهتمامًا بسبب اقتراب سيدة منه. تُحاول الفاتنة إغوائه من خلال مفاتنها ثم تقترح عليه الخروج معها في موعد. خلال عودته؛ يلتقي مجموعة شباب قرب الحانة ويسألهم عن كلبه لكنهم يضربونه بدل إرشاده. يعود كواستيان للسيدة الفاتنة ويتبادل معها أطراف الحديث ثم يتفق الثنائي على الاجتماع من جديد. يتفاجئ في وقت لاحق أن مجموعة شباب قاموا بسرقة المحل الذي كان يحرسه ثم يفهم أن السيدة التي أغوته كان شريكة معهم في الجريمة. يُحاول استرجاع كل ما تم سرقته من خلال لعب دور الغبي مستغلا في ذلك السيدة وسذاجتها.

## البطولة
| الممثل/ة          | الدور          |
| ----------------- | -------------- |
| جان هيتيانين      | كواستينان      |
| ماريا خافييرهيلمي | ميرجا          |
| ماريا             | ايلا           |
| إلكا كوافيلا      | ليندهولم       |
| سيرجي دودكو       | السيدة الروسية |
| أندريه جينادييف   | السيد الروسي   |

## الإنتاج
تم ترشحيح الفيلم خلال حفل توزيع جوائز الأوسكار التاسع والسبعون للمنافسة على جائزة الأوسكار لأفضل فيلم بلغة أجنبية. ومع ذلك فقد قرّر مخرج الفيلم السيد كوريسماكي مقاطعة الجوائز كما رفض الترشيح احتجاجا على السياسة الخارجية لرئيس الولايات المتحدة حينها جورج دبليو بوش. قاطعَ كوريسماكي كذلك مهرجان غالا عام 2002 والذي كان من المُفترض تكريمه فيه عن فيلم رجل دون ماضي وذلك لنفس السبب السابق كما رُشح في وقت لاحق لنيل جائزة الأوسكار.

## الآراء والانتقادات
تلقى فيلم أضواء في الغسق مراجعات مختلطة من النقاد لكنّ معظمها كان إيجابيا. قيّم موقع الطماطم الفاسدة الفيلم بنسبة 71% على أساس رأي 41 من النقاد مع متوسط تصنيف بلغَ 6.5/10، وأدلى بالتعليق التالي: «من الرائع وجود مثل هذه الأفلام في عالَم السينما ... أضواء في الغسق نجحَ في إيصال رسالته للعالم.» أمّا موقع ميتاكريتيك فقد أعطى الفيلم 57 درجة من أصل 100 بناء على 12 ناقدًا مشيرًا هو الآخر إلى تقييمات متوسطة ومختلطة.

## روابط خارجية
- مقالات تستعمل روابط فنية بلا صلة مع ويكي بيانات